# Tańczący jastrząb (powieść)
Tańczący jastrząb – powieść Juliana Kawalca z 1964 roku, należąca do nurtu wiejskiego polskiej literatury XX wieku.

## Treść
Treścią powieści jest historia życia Michała Topornego. Toporny wywodził się z chłopskiej rodziny, ale dzięki spóźnionej edukacji szkolnej i studiom zdołał "wyrwać się ze wsi" i sprowadzić do miasta. Pnąc się coraz wyżej po szczeblach kariery, nie baczył na moralne, fizyczne i psychiczne koszty. Często też krzywdził najbliższe osoby, czego przykładem może być porzucenie wiejskiej żony z dzieckiem i ożenienie się z "kobietą z miasta". Nowe małżeństwo nie przyniosło mu szczęścia. Jego nowa rodzina pogardza nim, a żona szybko go opuszcza. Równocześnie jego egoizm został potępiony przez mieszkańców rodzinnej wsi. 

## Tematyka
Powieść ta, jak większość polskich powieści nurtu chłopskiego lat sześćdziesiątych i siedemdziesiątych, pisana była pod wpływem urbanizacji, jaka dokonywała się w Polsce w tych latach. Towarzyszyły jej wielkie migracje mieszkańców wsi do miast. Ich celem było poszukiwanie lepszego życia, stabilizacji materialnej i wykształcenia. Często jednak cena tego awansu społecznego była wysoka. Ludzie wychowani w tradycyjnych wartościach i we wspólnocie rodowej nie mogli się odnaleźć w nowej rzeczywistości. Często ich wielkomiejskim sukcesom towarzyszyła samotność i wyobcowanie, a zmiana życia nie zawsze oznaczała szczęście.